# Folquet de Marselha

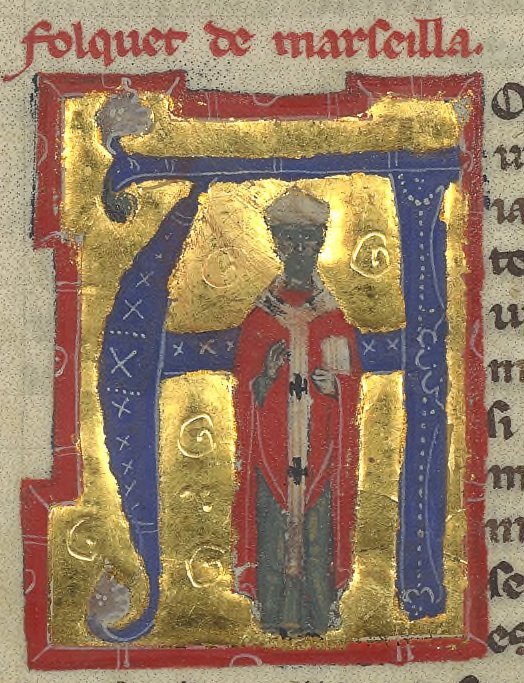
Folquet de Marselha (aus Bibliothèque Nationale MS12473, 13. Jahrhundert)

Folquet de Marselha (deutsch: Folquet und Fulko von Marseille, französisch: Fo(u)lquet de Marseille und Foulques de Toulouse, italienisch: Folco und Folchetto di Marsiglia, englisch. Folc und Folquet of Marseille; * um 1150; † 25. Dezember 1231) war ein Trobador, nach 1195 Abt von Le Thoronet und von 1206 bis 1231 Bischof in Toulouse.

## Leben
Als Trobador hatte er ab 1170 Kontakte zu Raimund-Gottfried II. von Marseille, Richard I., Raimund V. von Toulouse (1134–1194), Raimund Roger von Foix, Alfons II. von Aragon und Wilhelm VIII. von Montpellier. Er war verheiratet und hatte zwei Söhne. Er war Zisterzienser, wurde 1205 zum Bischof gewählt und unterstützte als solcher 1206/1207 die Gründung eines Konvents für bekehrte Katharerinnen durch Diego de Acebo und Domingo de Guzmán (Heilige Dominikus) in Prouille.
Beigesetzt wurde er neben Wilhelm VII. von Montpellier in der Abtei Grandselves.
Friedrich von Hausen hat ein Lied von ihm nachgeahmt.
Es ist mindestens ein Doppelblatt aus seiner Troubadourhandschrift erhalten.

## Mühle ohne Wasser
Pierre Aubry, einer der Pioniere auf dem Gebiet der Untersuchung und Edition der musikalischen Kompositionen der Trobadors, führte 1909 zur Bekräftigung des engen Zusammenhangs zwischen der Dichtung und Musik der Trobadors eine Maxime an, die er „bei einem alten Troubadour, Folquet de Marseille, glaube ich,“ gefunden zu haben meinte, dass nämlich „die Strophe ohne die Musik eine Mühle ohne Wasser“ sei. Dieses Diktum hat seither den Charakter eines geflügelten Wortes angenommen, das in verschiedenen Varianten kursiert, in der Form „ein Vers“ oder „ein Lied“ (« une chanson », “a song”) oder „ein Gedicht“ (“a poem”) „ohne Musik“ ist „wie eine Mühle“ ohne Wasser oder „ohne Wind“, das dann zumeist weiterhin Folquet oder einem unbekannten Trobador zugeschrieben wird. Tatsächlich stammt dieser Ausspruch nicht von Folquet, sondern von einem anderen, vergleichsweise weniger bekannten Trobador aus Marseille, Bertran Carbonel:
Cobla ses so es enaissi
Co·l molis que aiga non a;
Per que fai mal qui cobla fa
Si son non li don' atressi;
C'om non a gaug pas del moli
Mas per la moutura que·n tra.
Eine Strophe ohne Melodie ist so
wie die Mühle, die kein Wasser hat;
deswegen macht es schlecht, wer eine Strophe macht,
wenn er ihr nicht auch eine Melodie gibt;
denn man hat keine Freude an einer Mühle,
es sei denn wegen des Gemahlenen, das man von ihr bekommt.

## Kritische Ausgaben
- Paolo Squillacioti: Le poesie di Folchetto di Marsiglia. Pacini, Pisa 1999 (= Biblioteca degli Studi Mediolatini e Volgari, nuova serie, 15).
- Paolo Squillacioti: Folquet de Marselha: Poesie. Carocci, Rom 2003 (= Biblioteca Medievale, 86) [Mit neuer Einleitung und Verbesserungen im Text gegenüber Squillacioti 1999].
- Stanislaw Stronski: Le troubadour Folquet De Marseille. Academie der Wissenschaften, Krakau 1910.